# Rudy Vallée

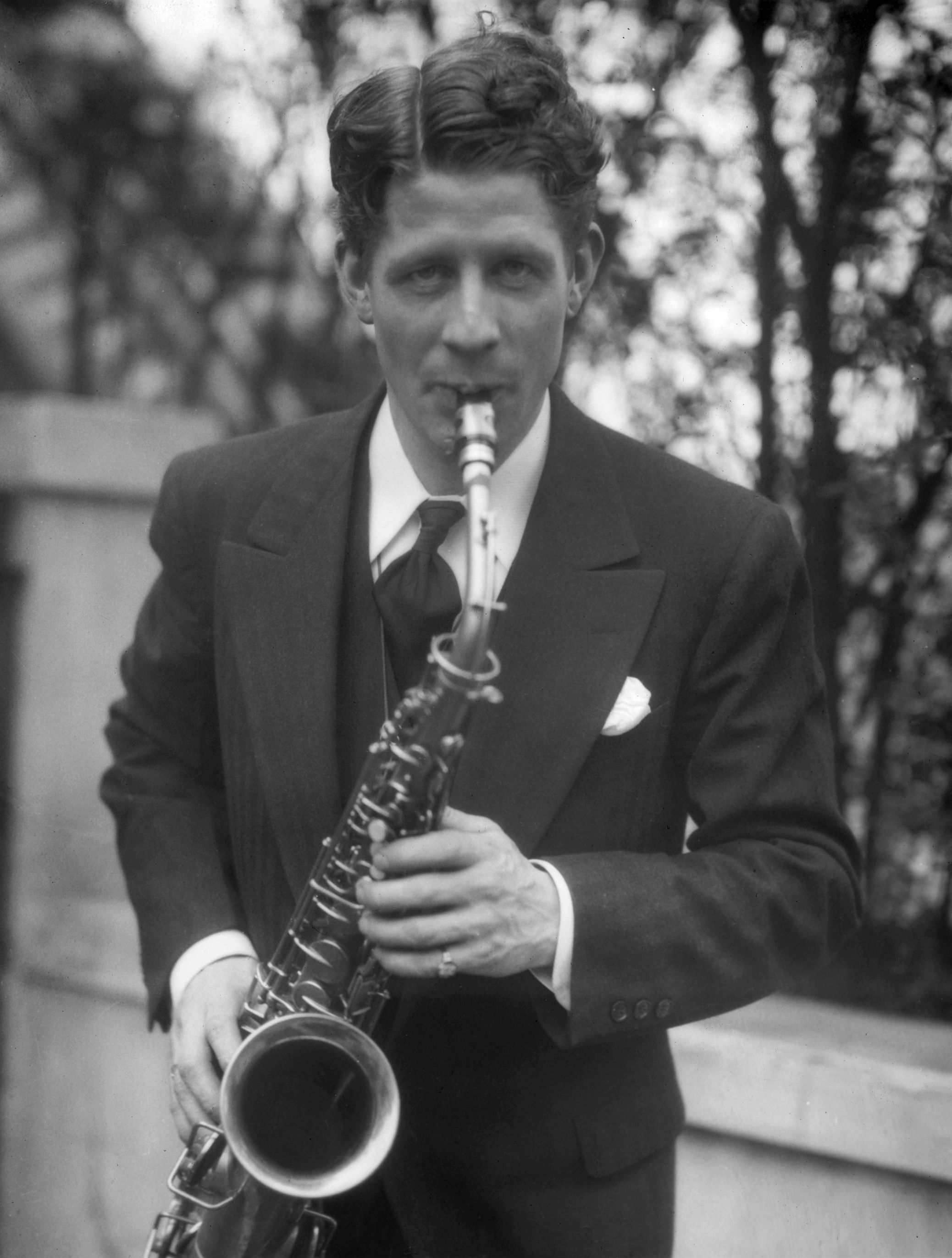
Rudy Vallée am Saxophon, Ende der 1920er oder Anfang der 1930er Jahre

Hubert Prior „Rudy“ Vallée (* 28. Juli 1901 in Island Pond, Vermont; † 3. Juli 1986 in North Hollywood, Los Angeles) war ein US-amerikanischer Sänger, Saxophonist, Bandleader, Schauspieler und Entertainer.

## Leben
Vallée wurde in Vermont geboren, sein Vater stammte aber von französischsprachigen Kanadiern aus dem Raum Québec. Seinen Vornamen Rudy erhielt er auf dem College von seinen Mitstudenten nach dem Saxophonisten Rudy Wiedoeft, dessen Platten er intensiv studierte. Vallée wuchs in Westbrook (Maine) auf und spielte schon als Teenager Schlagzeug und später Klarinette und Saxophon in verschiedenen Bands in Neuengland. 1924/25 spielte er in der Savoy Havana Band in London. Danach studierte er an der Yale University, wo er einen Abschluss in Philosophie machte, und gründete eine eigene Band, Rudy Vallée and the Connecticut Yankees. Dort begann er auch zu singen (zuerst bei einem Engagement im Heigh Ho Club in New York City), obwohl er eine eher dünne Tenorstimme hatte. Als Ausgleich verwendete er die damals aufkommenden elektrischen Mikrofone oder ein Megaphon, was zu seinem Markenzeichen wurde.
Er gilt als einer der ersten Crooner (gefolgt später von Bing Crosby und Frank Sinatra), mit Erfolg insbesondere beim weiblichen Publikum. Er bekam seinen ersten Schallplattenvertrag (1928 bei Columbia Records, ab 1929 bei Victor und in den 1930ern bei wechselnden Plattenfirmen) und trat im Radio auf – WABC übertrug seine Show vom Heigh Ho Club. Er war der Erste, der den Song As Time Goes By aufnahm (1931), wenngleich die heute berühmteste Version aus dem Film Casablanca von 1942 kommt. Nach dem Erfolg von Casablanca veröffentlichte Victor seine alte Aufnahme von 1931 neu, die ein Hit wurde.
Ab 1928 hatte er eine eigene Show (offiziell The Fleischmann Hour, inoffiziell The Rudy Vallée Hour), in die er sowohl Unbekannte als auch Showgrößen einlud, wobei er als einer der ersten auch schwarze Musiker präsentierte – 1937 bestand er darauf, dass Louis Armstrong für ihn in seiner Radioshow als Präsentator einsprang, was damals ein Novum war. Seine Erkennungsmelodie war Heigh Ho Everybody (nach dem Club, wo sein Erfolg begann). 1929 erschien seine Autobiographie unter dem Titel Vagabond Dreams Come True.
Ebenfalls 1929 begann der Sänger auch im Film aufzutreten, zuerst in der Hauptrolle des Musikfilmes The Vagabond Lover (1929) von Marshall Neilan. Seine Filmkarriere verlief anschließend mit musikalischen Gastauftritten und gelegentlichen, zumeist blassen romantischen Hauptrollen im Mittelmaß. Ein Wendepunkt trat ein, als der Regisseur Preston Sturges Vallées komödiantisches Talent entdeckte und ihn in seiner Screwball-Komödie Atemlos nach Florida (1942) als schüchternen, steinreichen Verehrer von Claudette Colberts Hauptfigur einsetzte. Sturges und Vallée arbeiteten später noch gemeinsam bei Verrückter Mittwoch und Die Ungetreue zusammen. Zu Vallées Paraderolle, die er auch für andere Regisseure verkörperte, wurde der unbeholfen agierende, ausgesprochen spießbürgerliche und oft geizige Verehrer der weiblichen Hauptdarstellerin. Nach 1950 stand er nur noch selten vor der Filmkamera, darunter 1955 in Richard Sales So liebt man in Paris (1955) mit Jane Russell.
Er schrieb viele seiner Songs selbst – sie wurden teilweise auch von Duke Ellington (Deep Night, Musik Charles Henderson, von Vallée zuerst 1928 aufgenommen), Art Tatum und Glenn Miller (Oh Ma Ma!) interpretiert. Zu seinen Hits gehörten The Stein Song (auch als University of Maine Fighting Song bekannt) 1929, Vieni Vieni (in Italienisch gesungen), Life Is Just a Bowl of Cherries, The Drunkard Song (There is a Tavern in the Town). Letzterer war 1934 ein Hit für ihn. In einer der Aufnahme-Sessions konnte er sein Lachen nicht mehr stoppen – Victor veröffentlichte beide Aufnahmen.
Vallée setzte seine Musikkarriere in die 1940er und 1950er Jahre fort, wobei er im Zweiten Weltkrieg eine Band der Küstenwache leitete. Ab 1961 hatte er ein Comeback mit der Broadway-Show How to Succeed in Business Without Really Trying, an dessen gleichnamiger Verfilmung er 1967 ebenfalls mitwirkte. Noch in den 1980er Jahren tourte er mit einer eigenen auf ihn zugeschnittenen Show.
Er war kurz mit der Schauspielerin Jane Greer verheiratet (Scheidung 1944) und heiratete 1946 Eleanor Norris Vallée (sie schrieb die Memoiren My Vagabond Lover:  An Intimate Biography of Rudy Vallee; nicht zu verwechseln, aber in Anspielung auf den Film The Vagabond Lover, Rudy Vallées erstem Langfilm, in dem er die Hauptrolle spielt). Die Ehe hielt bis zum Tod von Vallée. Er liegt in Westbrook, Maine, auf dem Friedhof Saint Hyacinth begraben.

## Filmografie (Auswahl)
- 1929: The Vagabond Lover
- 1938: Gold Diggers in Paris
- 1939: Second Fiddle
- 1942: Atemlos nach Florida (The Palm Beach Story)
- 1945: It’s in the Bag!
- 1946: Margie
- 1947: So einfach ist die Liebe nicht (The Bachelor and the Bobby-Soxer)
- 1947: Verrückter Mittwoch (The Sin of Harold Diddlebock)
- 1948: Geheimnis der Mutter (I Remember Mama)
- 1948: My Dear Secretary
- 1948: Die Ungetreue (Unfaithfully Yours)
- 1948: Das ist also New York (So This is New York)
- 1949: Der Liebesprofessor (Mother Is a Freshman)
- 1950: Unser Admiral ist eine Lady (The Admiral Was a Lady)
- 1955: So liebt man in Paris (Gentlemen Marry Brunettes)
- 1967: Wie man Erfolg hat, ohne sich besonders anzustrengen (How to Succeed in Business Without Really Trying)
- 1968: Die Nacht, als Minsky aufflog (The Night They Raided Minsky's)
- 1968: Live a Little, Love a Little
- 1976: Won Ton Ton – der Hund, der Hollywood rettete (Won Ton Ton: The Dog Who Saved Hollywood)